# Parafia Najświętszego Serca Pana Jezusa w Węglińcu
Parafia pw. Najświętszego Serca Pana Jezusa w Węglińcu znajduje się w dekanacie Nowogrodziec w diecezji legnickiej. Jej proboszczem jest ks. Andrzej Jarosiewicz. Obsługiwana przez księży diecezjalnych. Erygowana w 1930. Mieści się przy ulicy Tadeusza Kościuszki.